# Frank Turek

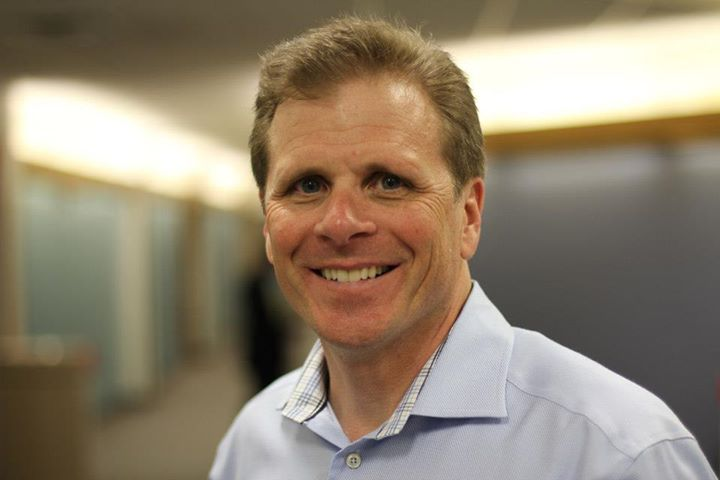

Frank Turek (20 november 1961) is een Amerikaanse christelijke apologeet, auteur, spreker in het openbaar en radiopresentator. Hij is de oprichter en voorzitter van de christelijke apologetische beweging CrossExamined.org.
Turek schreef samen met de christelijke filosoof Norman Geisler twee boeken (Legislating Morality en I Don't Have Enough Faith to Be an Atheist). Daarnaast heeft Turek twee eigen boeken geschreven (Correct, Not Politically Correct en Stealing from God).
Tevens bezoekt Turek verschillende Amerikaanse universiteiten om daar Godsbewijzen toe te lichten.
- International Standard Name Identifier: 0000 0000 3803 4602
- Library of Congress Control Number: n99013096
- MusicBrainz: 5107a263-f6f2-48b6-be5c-efc212ecba4f
- Nederlandse Thesaurus van Auteursnamen: 297015494
- SNAC: w6xx2b63
- Virtual International Authority File: 31324902
- WorldCat: E39PBJmXFKQffYBFhW9FWb7WDq